# Glenn Branca
Glenn Branca   (Harrisburg, 6 d'octubre de 1948 - Nova York, 13 de maig de 2018) va ser un compositor i guitarrista estatunidenc contemporani d'avantguarda. Pioner de la música bruitiste, la microtonalisme i de la utilització no estàndard dels instruments musicals tradicionals. Es van caracteritzar als inicis principalment pel seu ús dels instruments de forma no convencional: afinacions obertes i el processament de sons analògicament i digitalment, l'ús de baquetes per a tocar les guitarres, així com la retroalimentació instrument/amplificador i dels instruments i guitarra preparada.

## Discografia
1. Lesson No. 1 (99 Records, 1980)
2. The Ascension (99 Records, 1981, Acute Records 2001, Fortissimo Records 2010)
3. Indeterminate Activity of Resultant Masses, (Atavistic, 1981/2007)
4. Bad Smells from Who Are You Staring At? con John Giorno (GPS, 1982)
5. Chicago 82 - A Dip In The Lake (Crepuscule, 1983)
6. Symphony No.3 (Gloria) (Atavistic, 1983)
7. Symphony No.1 (Tonal Plexus) (ROIR, 1983)
8. The Belly of an Architect (Crepuscule, 1987)
9. Symphony No.6 (Devil Choirs At The Gates Of Heaven) (Atavistic, 1989)
10. Symphony No.2 (The Peak of the Sacred) (Atavistic, 1992)
11. The World Upside Down (Crepuscule, 1992)
12. The Mysteries (Symphonies Nos.8 & 10) (Atavistic, 1994)
13. Les Honneurs Du Pied from Century XXI USA 2-Electric/Acoustic (various) (New Tone, 1994)
14. Symphony No.9 (l'eve future) (Point, 1995)
15. Faspeedelaybop from Just Another Asshole (various) (Atavistic, 1995)
16. Songs '77-'79 (Atavistic, 1996)
17. Symphony No.5 (Describing Planes Of An Expanding Hypersphere) (Atavistic, 1999)
18. Empty Blue (In Between, 2000)
19. Movement Within from Renegade Heaven by Bang On A Can (Cantaloupe, 2000)
20. The Mothman Prophecies [Soundtrack] (contributed 1-minute "Collage")(Lakeshore Records, 2002)
21. "The Ascension: The Sequel (Systems Neutralizers, 2010)